# 299897 Skipitis
299897 Skipitis este o planetă minoră (asteroid) din centura de asteroizi. A fost descoperită pe 23 septembrie 2006 la Molėtų astronomijos observatorija⁠(d) de . 
Obiectul prezintă o orbită caracterizată de o semiaxă mare de 3,0841488018146 UAi, o excentricitate de 0,16876469681764, o înclinație de 3,8671653232627 ° în raport cu ecliptica.